# Roger Fanfant
Roger Fanfant (Pointe-à-Pitre, 18 octobre 1900 - vers le 9 octobre 1966), musicien guadeloupéen, de jazz et de biguine, accordéoniste et violoniste.

## Biographie
Adolescent, Roger Fanfant apprend l’accordéon puis le violon. Cela lui permit de jouer dans le cinéma muet de Pointe-à-Pitre dès 1917.
En 1920, il partit au service militaire qu'il effectua à Marseille pendant deux ans. Il participa à plusieurs orchestres marseillais.
De retour en Guadeloupe, il crée le « Fany-Jazz » en 1924,, un petit orchestre à cordes complété d’une batterie et d’un piano. Cette formation musicale va être complétée par d'autres instruments et en 1933, l'orchestre changea de nom pour s'appeler « Fairness’s Jazz »,, .
Roger Fanfant arriva à Paris, lors de l'Exposition universelle de 1937,. Délégué par le gouverneur Félix Éboué, il représenta avec son orchestre, la musique guadeloupéenne de biguine-jazz.
Il enregistra trois disques de jazz et de biguine cette année-là à Paris, avec notamment le musicien et compositeur Al Lirvat. Il enregistra entre autres le célèbre titre Touloulou Mi Touloulou A Ou La.
Roger Fanfant eut cinq fils, tous musiciens : Gilbert (contrebasse), José (batteur), Fred (pianiste), Guy (chant, batterie et percussion) et Christian (percussion),. Parmi les petits-enfants de Roger, on compte aussi plusieurs musiciens : Fabrice Fanfant, fils de Fred et bassiste, Thierry Fanfant, fils de Guy et bassiste, Jean Philippe Fanfant, fils de Guy et batteur.

## Enregistrements
- Touloulou mi touloulou a ou la et Jeanne et Marcelle - Biguine, valse et mazurka créoles (Frémeaux & Associés FA007) (BNF 38270681), (OCLC 862933687)
- Moune a ou cé moune a ou - Biguine, valse et mazurka créoles vol. 2 (Frémeaux & Associés) (OCLC 862933687) (13 octobre 1937, Pathé PA 1285) (BNF 37963808)
- Memene - Quand Paris biguinait : orchestres créoles (1930-1940) (Music Memoria 50876 / 30876) (OCLC 30665303), (BNF 38443367)

### Filmographie
- Fanfant Family, documentaire de Vincent Dumesnil, Zycopolis Productions et Artimon films, 52 min, 2021, fiche du film sur festivalfifac.com